# Arena Krešimir Ćosić
La Krešimir Ćosić Hall es un estadio cubierto situado en la ciudad de Zadar, Croacia. El recinto inaugurado en 2008 cuenta con una capacidad para 7847 personas y lleva el nombre del desaparecido jugador de baloncesto croata Krešimir Ćosić. El estadio se utiliza principalmente para deportes como el balonmano y el baloncesto, y es sede del club KK Zadar de la Liga Croata de Baloncesto.
Fue utilizado como una de las sedes del Campeonato Mundial de Balonmano Masculino de 2009.

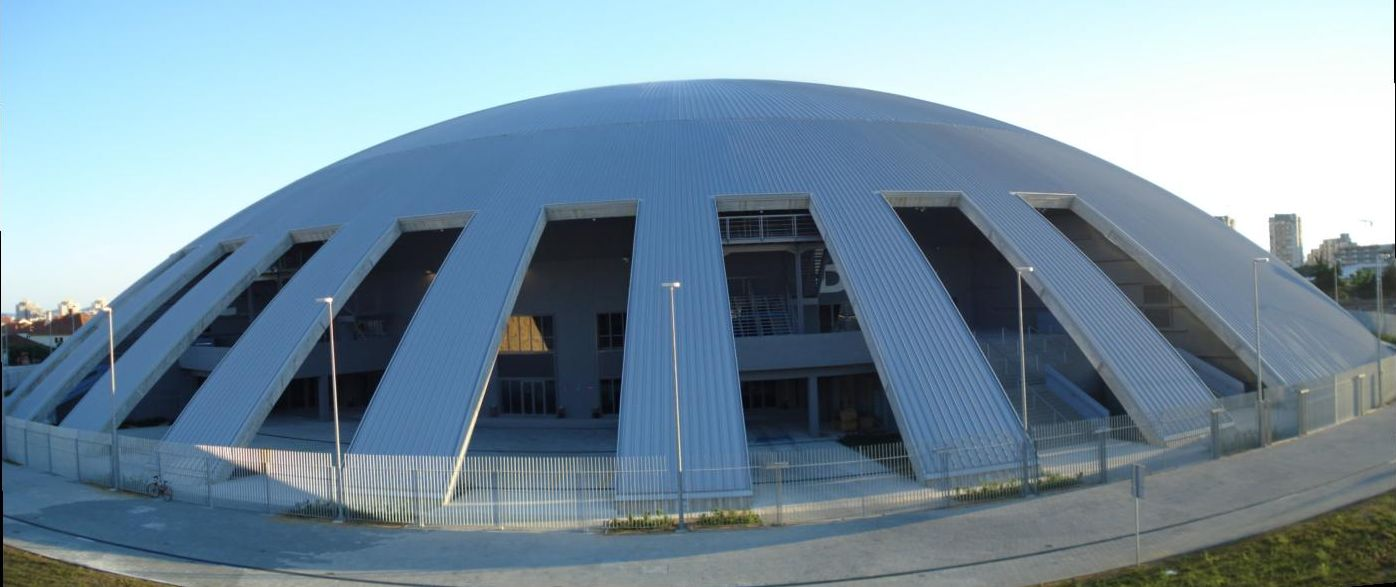